# Clima local
O clima local é uma subunidade climática do mesoclima, definido pelas especificidades de um determinado local, como uma grande cidade, um litoral, uma área agrícola ou uma floresta. Está inserido no clima regional.